# جائزة نوبل في الطب أو علم وظائف الأعضاء
جائزة نوبل في الطب أو علم وظائف الأعضاء (بالإنجليزية: Nobel Prize in Physiology or Medicine)‏ تُمْنَح الجائزة بواسطة مؤسسة نوبل، مرة في السنة لاكتشافات بارزة في مجالات علوم الحياة والطب. وهي واحدة من جوائز نوبل الخمس التي تأسست سنة 1895 بواسطة الكيميائي السويدي ألفريد نوبل، مخترع الديناميت، والتي أوصى بها في وصيته. الجوائز الأخرى تُمنح للمساهمات في الفيزياء، والكيمياء، والأدب والسلام. وكان نوبل مُهتماً شخصياً في الفسيولوجيا التجريبية وأراد إنشاء جائزة تقدم للاكتشافات العلمية في المختبرات. وقدمت جائزة نوبل للمتلقي في احتفال سنوي في 10 ديسمبر، في ذكرى وفاة نوبل، إلى جانب دبلوم وشهادة للجائزة النقدية.
الجانب الأمامي من الميدالية يظهر شكل ألفريد نوبل كما هو مبين على ميداليات الفيزياء، والكيمياء، والأدب؛ جانبها الآخر مختلف عن غيره من الميداليات.

## معلومات عامة
ولد ألفرد نوبل في 21 أكتوبر 1833 في ستوكهولم بعائلة مهندسين. وكان كيميائي ومهندس ومخترع، جمع ثروة مالية كبيرة خلال حياته، سجل 355 اختراع واكتشاف الديناميت هو الأكثر شهرة. كان مهتماً في علم وظائف الأعضاء التجريبية وإنشاء مختبرات خاصة به في فرنسا وإيطاليا لإجراء التجارب في عمليات نقل الدم. وقد واكب الاكتشافات العلمية، وكان سخياً في تبرعاته إلى مختبر إيفان بافلوف في روسيا، وعبر عن تفاؤله حول التقدم في الاكتشافات العلمية المحرزة في المختبرات.

## الترشيح والاختيار
كان من المهم لنوبل أن تُعطى الجائزة لـ«اكتشاف» له «فائدة عظيمة على البشرية». بحسب بنود الوصية، فإن أشخاصًا مختارين فقط تكون لديهم الأحقية لترشيح أشخاص من أجل الجائزة. يشمل ذلك أعضاء أكاديميات من مختلف أرجاء العالم، وأساتذة في الطب في السويد، والدنمارك، والنرويج، وآيسلندا، وفنلندا، بالإضافة إلى أساتذة من جامعات مختارة ومعاهد بحثية من دول أخرى. يمكن ترشيح أشخاص فائزين بجائزة نوبل سابقًا. حتى عام 1977، كان كل أساتذة معهد كارولينسكا يقررون معًا من سيحصل على جائزة نوبل في علم وظائف الأعضاء أو الطب. في ذلك العام، حدثت تغييرات في القانون السويدي أجبرت المعهد على نشر أي شهادة متعلقة بجائزة نوبل، واعتُبر ذلك ضروريًا لإنشاء هيكل قانوني مستقل مسؤول عن الجائزة. نتيجة لذلك، تأسس مجلس نوبل الذي يتألف من 50 أستاذًا من معهد كارولينسكا. يختار المجلس لجنة نوبل المؤلفة من خمسة أعضاء يقيّمون المرشحين، والسكرتير الذي يكون مسؤولًا عن المنظمة، ويجري كل سنة اختيار عشرة أعضاء مساعدين للمساعدة في تقييم المرشحين. في عام 1968، أُضيف بند مفاده عدم إمكانية تشارك الجائزة من قبل أكثر من ثلاثة أشخاص.
مخلصةً للغاية التي أُنشئت من أجلها، اختارت اللجنة باحثين يعملون في العلوم الأساسية على أولئك الذين قدموا إسهامات في العلوم التطبيقية. لم يُعطَ هارفي كوشينغ، وهو جراح أعصاب أمريكي رائد وصف متلازمة كوشينغ، الجائزةَ، ولا سيغموند فرويد، لأن تحليله النفسي لم يملك فرضيات يمكن تأكيدها تجريبيًا. توقع العامة أن يستلم جوناس سالك أو ألبرت سابين الجائزة لتطويرهما لقاحَي شلل الأطفال، لكن الجائزة أعطيت لجون إندرز، وتوماس ويلر، وفردريك روبنز، الذين كان لاكتشافهم الأساسي أن فيروس شلل الأطفال يمكن أن يتكاثر في خلايا القرد في التجهيزات المخبرية الفضلُ بوجود اللقاح.
خلال ثلاثينيات القرن العشرين، كان هناك عدد من الفائزين بجائزة نوبل في علم وظائف الأعضاء الكلاسيكي، لكن بعد ذلك، بدأ المجال ينقسم إلى اختصاصات. كان آخر الفائزين بجائزة نوبل في علم وظائف الأعضاء الكلاسيكي جون إيكلس، وآلن هودجكين، وأندرو هكسلي، وذلك في عام 1963 لاكتشافاتهم المتعلقة بـ«الأحداث الإلكترونية الوحدوية في الجملة العصبية المركزية والمحيطية».

## الجوائز
يكسب الفائز بجائزة نوبل في الطب أو علم وظائف الأعضاء ميدالية ذهبية، وشهادة تحمل اقتباسًا، ومبلغًا من المال، وتُعطَى له خلال مراسم تسليم الجائزة في قاعة ستوكهولم للاحتفالات.

### الميداليات
إن ميداليات جائزة نوبل، التي سكّتها شركة ماينتفيركيت، مسجلة كعلامة تجارية لمؤسسة نوبل. تحمل كل ميدالية صورة لألفريد نوبل في الجهة اليسرى من الوجه الأمامي للميدالية. لميداليات جائزة نوبل في الفيزياء، والكيمياء، وعلم وظائف الأعضاء أو الطب، والأدب، أوجه أمامية متماثلة تظهر صورة ألفريد نوبل وعامَي ولادته ووفاته (1833-1896). قبل عام 1980، كانت الميداليات تُصنَع من ذهب 23 قيراط، لكن ابتداءً من ذلك العام، أصبحت الميداليات تُصنَع من ذهب أخضر 18 قيراط مطلي بذهب 23 قيراط.
تظهر الميدالية التي يعطيها معهد كارولينسكا صورة لـ«عبقرية الطب تحمل كتابًا مفتوحًا في مخبرها، وتجمع المياه المنهمرة من صخرة كي تروي عطش بنت مريضة». يُنقَش على الميدالية كلمات أُخذت من إنيادة فرجيل (ملحمة شعرية لاتينية) تُترجَم كالتالي: «يزيد المخترعون من قيمة الحياة التي يُجمِّلها الفن».

### الدبلومات
يتلّقى الفائزون بجائزة نوبل دبلوما مباشرة من ملك السويد. تكون كل دبلوما مصمّمة بشكل فريد من قبل المعاهد المانحة للجائزة خصيصًا من أجل الفائز بها. بالنسبة لجائزة نوبل في الطب أو علم وظائف الأعضاء، يكون مجلس نوبل في معهد كارولينسكا. يُكلَّف فنانون مشهورون وخطاطون من السويد بصنعها. تحوي الدبلوما صورة ونصًا يتضمن اسم الفائز على الجائزة واقتباسًا يشرح سبب حصوله عليها.

### الجائزة المالية
في مراسم تسليم الجائزة، يُعطَى الفائز بالجائزة وثيقة تشير إلى مبلغ الجائزة. قد تختلف كمية النقود التي تُعطَى من عام لآخر حسب التمويل المتاح لمؤسسة نوبل. على سبيل المثال، كان المبلغ الكلي المُعطَى عام 2009 عشرة ملايين كرونة سويدية (1.4 مليون دولار أمريكي)، أما في عام 2012، فكان المبلغ ثمانية ملايين كرونة سويدية، أو 1.1 مليون دولار أمريكي. إن كان هناك فائزان بفئة معينة، تُقسم الجائزة المالية عليهما بالتساوي، لكن إن كان هناك ثلاثة فائزين، فقد يختار المجلس تقسيم الجائزة المالية عليهم بالتساوي، أو يعطي نصفها لأحد الفائزين وربعًا لكل من الفائزين الآخرين.

### المراسم والمأدبة
تُمنح الجوائز في مراسم احتفالية متبوعة بمأدبة. إن مأدبة نوبل هي إسراف في قائمة الطعام، مخطط له قبل أشهر ويبقى سرًا حتى يوم الحدث. تختار مؤسسة نوبل قائمة الطعام بعد العديد من الاختيارات الفاحصة من قبل طهاة مختارين ذوي شهرة عالمية. حاليًا، هي عشاء من ثلاثة أطباق رئيسية، رغم أنه كان في الأساس مؤلفًا من ستة أطباق عام 1901. يمكن أن يحضر كل فائز بجائزة نوبل معه عددًا من الضيوف يصل إلى 16 شخصًا. تحضر العائلة الملكية السويدية الحفل، وعادة ما يحضر أيضًا رئيس الوزراء وباقي أعضاء الحكومة، بالإضافة إلى ممثلين عن عائلة نوبل.